# Белэс (гидроэлектростанция)
Гидроэлектростанция Белэс, также ее называют Белэс II или Тана — это речная гидроэлектростанция в Эфиопии недалеко от озера Тана. Электростанция получает воду из озера через межбассейновую переправу Тана-Белэс и после ее использования для производства электроэнергии вода сбрасывается в реку Белэс. Установленная мощность станции составляет 460 МВт, и это вторая по величине электростанция в стране. Также ожидается, что он поможет обеспечить водой для орошения 140 000 га (350 000 акров). ГЭС было открыто в мае 2010 года; последний генератор был введен в эксплуатацию в феврале 2012 года. Строительство гидроэлектростанции было негативно воспринято Египтом, расположенным ниже по течению реки.

## Предыстория и строительство
В 1992 году было завершено первое технико-экономическое обоснование для проекта электростанции мощностью 200 МВт. Последующее исследование и окончательный проект действующей станции мощностью 460 МВт были завершены в 2005 году Studio Pietrangeli. Правительство Эфиопии подписало с Salini Costruttori контракт на строительство завода 8 июля 2005 года, и вскоре после этого началось строительство . Из-за удаленного расположения места строительства транспортировка и укомплектование персоналом и оборудованием были затруднены, часто для доставки материалов требовалось 4–5 месяцев. 2 июня 2007 года машина для бурения туннелей (TBM), эксплуатируемая SELI, начала бурение хвостового тоннеля длиной 7,2 км и завершила его 31 мая 2008 года. Туннелирование проводилось без выходных в три восьмичасовых смены. TBM проходило в среднем 20 м (66 футов) в день, в то время как в январе 2008 года был достигнут максимальный суточный объем 36 м (118 футов). Головной туннель длиной 12 км. (7,5 мили) туннеля был завершен 11 августа 2009 года. Салини Коструттори подписала субподряд на строительство действующей электростанции для VA Tech Hydro. 11 мая 2010 года начал работать первый генератор электростанции мощностью 115 МВт, а 14 мая 2010 года станция была открыта. Стоимость проекта составила около 500 миллионов долларов США. Электростанция была полностью введена в эксплуатацию в феврале 2012 года.

## Дизайн
Белэсская ГЭС получает воду из озера Тана, а затем вода сбрасывается через туннель в реку Белэс. Впервые это достигается с помощью впуска воды в озеро Тана, всего электростанция может использовать 9 120 000 000 м3 (7 390 000 акр-футов) воды озера для производства электроэнергии. Головной туннель имеет ширину 43 м (141 фут), высоту 11,5 м (38 фут), поток воды  контролируется пятью шлюзами. Подводящий туннель проводит воду на юго-запад и имеет длину 12 км. (7,5 миль) и диаметр 8,1 м (27 футов). В конце туннеля он преобразуется в напорный водовод диаметром 6,5 м (21 фут) и длиной 270 м (890 футов) до достижения электростанции. На электростанции вода доставляется к четырем радиально-осевым турбинам с мощностью каждого генератора 115 МВт. Электростанция представляет собой подземную каверну длиной составляет 82 м. (269 футов), высотой 17,6 м (58 футов) и шириной 38,5 м (126 футов). Она также имеет импульсную камеру глубиной 91,2 м (299 футов) и диаметром 8 м (26 футов). После этого использованная вода сбрасывается с электростанции в реку Белес через хвостовой тоннель длиной 7,2 км (4,5 мили) и такого же диаметра, что и напорная часть. Нормальный уровень воды на входе составляет 1800 м (5900 футов) над уровнем моря, а электростанция находится на высоте 1450 м (4760 футов), что обеспечивает 350 м (1150 футов) гидравлического напора. Также ожидается, что в будущем проект поможет орошать 140 000 га (350 000 акров).

## Протесты Египта
Строительство гидроэлектростанции Белэс стало серьезной проблемой для стран бассейна реки Нил, поскольку река Белэс и озеро Тана являются притоками Голубого Нила. После открытия электростанции на встрече египетских официальных лиц были сделаны заявления, одно из которых гласило: «Создание дамбы Тана-Белэс стремится спровоцировать гнев Египта и привести его к быстрым дипломатическим действиям, которые повернут мировое мнение в пользу стран нильского бассейна". Чиновники, многие из которых работали в секторе реки Нил, заявили, что не располагают информацией о проекте. Электростанция была открыта в то же время, когда рамочное соглашение о сотрудничестве в бассейне Нила было подписано странами, расположенными вверх по течению, такими как Уганда, Руанда, Танзания и Эфиопия, но страны, расположенные вниз по течению, Судан и Египет, отказались его подписать. В соответствии с соглашениями колониальной эпохи Судан и Египет получают 90% потока Нила и могут отклонить любые проекты запланированные выше по течению реки, которые могут помешать им.